# Hiro Matsuda
Hiro Matsuda, pseudonimo di Yasuhiro Kojima (小島 泰弘?; Yokohama, 22 luglio 1937 – Tampa, 27 novembre 1999), è stato un wrestler e allenatore di wrestling giapponese, celebre, più che come lottatore, per essere stato l'allenatore di futuri talenti del wrestling quali Hulk Hogan, "Mr. Wonderful" Paul Orndorff, Scott Hall, Lex Luger, Ron Simmons, Keiji Muto "The Great Muta" e molti altri.
Kojima iniziò ad utilizzare il ring name Hiro Matsuda mentre lottava nel sud degli Stati Uniti, ispirandosi a wrestler del passato come Sorakichi Matsuda e Matty Matsuda. In veste di allenatore Matsuda era celebre per la sua severità e per i bruschi metodi di allenamento (spesso infortunava realmente i giovani allievi in modo che imparassero il rispetto verso la professione di lottatore). L'aneddoto più famoso al riguardo, coinvolse un giovane Hulk Hogan al suo primo giorno di allenamento, al quale Matsuda spezzò una gamba. Quando Hogan fu guarito, tornò alla scuola di Matsuda, per continuare ad allenarsi. Matsuda restò così impressionato dalla determinazione di Hogan che iniziò ad allenarlo seriamente negli anni seguenti.

## Carriera
Debuttò nel mondo del wrestling nella Japanese Wrestling Association di Rikidōzan, ma lasciò presto il Giappone per andare a combattere negli Stati Uniti. Di tanto in tanto tornava in Giappone, dove formò un tag team con Antonio Inoki, suo grande amico nella vita reale.
Nel 1987 lottò nella Jim Crockett Promotions come heel prendendo parte ad un feud tra Dusty Rhodes e Lex Luger. Matsuda era all'angolo di Luger. Durante il feud, veniva annunciato come "The Master of the Japanese Sleeper", una presa di sottomissione.
In seguito, lavorò per breve tempo nella World Championship Wrestling in qualità di manager per la stable Yamasaki Corporation (i Four Horsemen in Giappone).

## Morte
Kojima morì nel 1999 a Tampa (Florida) a causa di un cancro al colon.

## Personaggio
Mossa finale
- Japanese Sleeper (Sleeper hold)

Wrestler diretti
- Yamasaki Corporation (Ric Flair, Barry Windham, Kendall Windham, Michael Hayes, Butch Reed)

Soprannome
- "The Master of the Japanese Sleeper"

## Titoli e riconoscimenti
- Championship Wrestling from Florida
  - NWA Florida Tag Team Championship (4) - con Mr. Wrestling (1), Bob Orton (1), & Missouri Mauler (2)[4]
  - NWA Southern Heavyweight Championship (Florida version) (4)[5]
  - NWA World Junior Heavyweight Championship (2)[6]
  - NWA World Tag Team Championship (Florida Version) (5) - con Duke Keomuka (4) e Dick Steinborn (1)[7]

- Japan Wrestling Association
  - All Asia Tag Team Championship (1) - con Michiaki Yoshimura[8]

- New Japan Pro-Wrestling
  - NWA North American Tag Team Championship (Los Angeles/Japan version) (1) - con Masa Saito[9]
- NWA Mid-America
  - NWA World Tag Team Championship (Mid-America Version) (1) - con Kanji Inoki[10]